# Kasai
A Kasai-folyó Közép Afrikában, Angolában ered. Angolában Cassai a neve. A folyó egy része a határ Angola és a Kongói Demokratikus Köztársaság között, majd utóbbi területén a Kongóba ömlik. A folyó hossza 2153 km, vízhozama a torkolatánál átlagosan 12 000 m³/s.
A Kasai fő mellékfolyói a Fimi-Lukenie (1100 km, 130 000 km2, 2000 m³/s) a Kwango (1200 km, 263 500 km2, 3299 m³/s) és a Sankuru (1200 km, 156 000 km2, 2500 m³/s). A Fimi befolyása és a Kasai torkolata közti rövid folyószakasz Kwa folyó néven ismert.
A Kasai folyó vízgyűjtő területe többnyire egyenlítői esőerdővel borított. 

## Külső hivatkozások
- A Kasai medence térképe